# 二個の平方数の和
二個の平方数の和（にこのへいほうすうのわ）は「平方数」、「多角数定理」などの補遺に当たる。ここに示す事実は古くから知られているものであるが呼びかたが定まっておらず、フェルマーの4n+1定理、フェルマーの二平方定理、あるいは単にフェルマーの定理（フェルマーの最終定理とは異なる）などと呼ばれる。

4を法として1に合同な素数は二個の平方数の和で表される。
定理 ― 奇素数 p が整数 x と y を用いて、
{\displaystyle p=x^{2}+y^{2}}
と表されるのは、
{\displaystyle p\equiv 1{\pmod {4}}.}
の時に限る。また、逆も成り立つ。そして、この分解は一意的である。
合成数が高々二個の平方数の和で表されるための必要十分条件は、4を法として3に合同な素因数が全て平方（冪指数が偶数）になっていることである。この定理は、フェルマーによって提起され、オイラーによって解決された。
具体的に4を法として1に合同な素数とは 5, 13, 17, 29, 37, 41, 53, 61, 73, 89, 97, 101, 109,{\displaystyle \cdots } (オンライン整数列大辞典の数列 A002144)

## 証明

### 素数についての証明
平方剰余の相互法則の補充法則により、{\displaystyle p\equiv 1\;(\operatorname {mod} \;4)}であれば
{\displaystyle r^{2}\equiv -1\;(\operatorname {mod} \;p)}
となる自然数{\displaystyle r}が存在する。{\displaystyle 0\leq {x_{i},y_{i}}<{\sqrt {p}}}とすると{\displaystyle (x_{i},y_{i})}の組み合せの個数は{\displaystyle (\lfloor {\sqrt {p}}\rfloor +1)^{2}>p}である。従って、{\displaystyle (x_{1},y_{1})\neq (x_{2},y_{2})}で
{\displaystyle {x_{1}-ry_{1}}\equiv {x_{2}-ry_{2}}\;(\operatorname {mod} \;p)}
となるものが存在する。{\displaystyle x=|x_{1}-x_{2}|,y=|y_{1}-y_{2}|}とすると
{\displaystyle {\begin{aligned}&{x^{2}}\equiv {r^{2}y^{2}}\equiv {-y^{2}}\;(\operatorname {mod} \;p)\\&{x^{2}+y^{2}}\equiv 0\;(\operatorname {mod} \;p)\end{aligned}}}
である。{\displaystyle x,y<{\sqrt {p}}}であるから
{\displaystyle 0<x^{2}+y^{2}<2p}
であり、故に
{\displaystyle x^{2}+y^{2}=p}
である。

### 合成数についての証明
{\displaystyle p=x^{2}+y^{2},q=x'^{2}+y'^{2}}であれば
{\displaystyle {\begin{aligned}&2p=2(x^{2}+y^{2})=(x-y)^{2}+(x+y)^{2}\\&pq=(x^{2}+y^{2})(x'^{2}+y'^{2})=(xx'-yy')^{2}+(xy'+yx')^{2}\\&r^{2}p=r^{2}(x^{2}+y^{2})=(rx)^{2}+(ry)^{2}\\\end{aligned}}}
であるから、十分条件については明らかである。必要条件については{\displaystyle A=x^{2}+y^{2}}が{\displaystyle p\equiv 3\;(\operatorname {mod} \;4)}の形の素因数を持つと仮定して矛盾を導く（背理法）。{\displaystyle p|A}であれば
{\displaystyle A=pa=x^{2}+y^{2}}
と書ける。ここで{\displaystyle p|x}であれば必然的に{\displaystyle p|y}であり、{\displaystyle p^{2}|A}であるから両辺を{\displaystyle p^{2}}で除するものとする。{\displaystyle p\not |x}であれば{\displaystyle xx^{-1}\equiv 1\;(\operatorname {mod} \;p)}となる{\displaystyle x^{-1}}が存在する。両辺に{\displaystyle (x^{-1})^{2}}を乗すると
{\displaystyle {\begin{aligned}&pa(x^{-1})^{2}=1+(yx^{-1})^{2}\\&0\equiv {1+(yx^{-1})^{2}}\;(\operatorname {mod} \;p)\\&-1\equiv {(yx^{-1})^{2}}\;(\operatorname {mod} \;p)\\\end{aligned}}}
となる。しかし、これは{\displaystyle -1}が{\displaystyle p\equiv 3\;(\operatorname {mod} \;4)}の平方剰余にならないという事実に反する。従って、{\displaystyle p\equiv 3\;(\operatorname {mod} \;4)}の形の素因数を平方以外の形で持つ合成数が二個の平方数の和で表されることはない。

### 一文証明
ザギエ（Zagier）による一文証明（one-sentence proof）は、一文で完結することもさりながら、平方剰余に関する知識を要求しないということも特筆に値する。
有限集合{\displaystyle S=\{(x,y,z)\in \mathbb {N} ^{3}|x^{2}+4yz=4n+1\}}上の対合
{\displaystyle (x,y,z)\mapsto {\begin{cases}(x+2z,~z,~y-x-z),\quad {\textrm {if}}\,\,\,x<y-z\\(2y-x,~y,~x-y+z),\quad {\textrm {if}}\,\,\,y-z<x<2y\\(x-2y,~x-y+z,~y),\quad {\textrm {if}}\,\,\,x>2y\end{cases}}}
は必ず一個の不動点を持つから、集合{\displaystyle S}の元の個数は奇数であり、対合
{\displaystyle (x,y,z)\mapsto (x,z,y)}
も不動点を持つ。
対合とは{\displaystyle \forall {a}\in {S},\varphi (\varphi (a))=a}となる写像{\displaystyle \varphi }のことである。
不動点とは{\displaystyle \varphi (e)=e}となる元{\displaystyle e}のことであり、
必ず一個の不動点を持つというのは{\displaystyle (1,1,n)\in {S}}を意味している。
{\displaystyle 4n+1}が素数であることを仮定して、
一文証明が主張する対合が実際に対合であること、そして{\displaystyle (1,1,n)}の他に不動点が存在しないことの確認は読者に任せる。
唯一の不動点を除き集合{\displaystyle S}の元は対合によって対になるから、元の個数は奇数である。
従って、対合{\displaystyle (x,y,z)\mapsto (x,z,y)}によって対にならない元が存在する。
これは{\displaystyle y=z}を意味し、ひいては{\displaystyle x^{2}+(2y)^{2}=p}を意味する。

## 重みつき平方数の和

### x2+2y2
{\displaystyle p\equiv 1,3\;(\operatorname {mod} \;8)}の素数は{\displaystyle p=x^{2}+2y^{2}}で表される。合成数が{\displaystyle x^{2}+2y^{2}}で表されるための必要十分条件は、{\displaystyle p\equiv 1,2,3\;(\operatorname {mod} \;8)}以外の素因数が全て平方になっていることである。この証明は以下に与えられる。
平方剰余の相互法則の第一補充法則と第二補充法則により、
{\displaystyle {\begin{aligned}&\left({\frac {-2}{8n+1}}\right)=\left({\frac {-1}{8n+1}}\right)\left({\frac {2}{8n+1}}\right)=(-1)^{\frac {1-1}{2}}(-1)^{\frac {1-1}{8}}=1,\\&\left({\frac {-2}{8n+3}}\right)=\left({\frac {-1}{8n+3}}\right)\left({\frac {2}{8n+3}}\right)=(-1)^{\frac {3-1}{2}}(-1)^{\frac {9-1}{8}}=1,\\&\left({\frac {-2}{8n+5}}\right)=\left({\frac {-1}{8n+5}}\right)\left({\frac {2}{8n+5}}\right)=(-1)^{\frac {5-1}{2}}(-1)^{\frac {25-1}{8}}=-1,\\&\left({\frac {-2}{8n+7}}\right)=\left({\frac {-1}{8n+7}}\right)\left({\frac {2}{8n+7}}\right)=(-1)^{\frac {7-1}{2}}(-1)^{\frac {49-1}{8}}=-1\\\end{aligned}}}
であるから、{\displaystyle p\equiv 1,3\;(\operatorname {mod} \;8)}であれば{\displaystyle r^{2}\equiv -2\;(\operatorname {mod} \;p)}となる自然数{\displaystyle r}が存在する。{\displaystyle x^{2}+y^{2}}の場合の証明にならえば
{\displaystyle {\begin{aligned}&x^{2}+2y^{2}\equiv 0\;(\operatorname {mod} \;p),\\&0<x^{2}+2y^{2}<3p\\\end{aligned}}}
となり、故に
{\displaystyle x^{2}+2y^{2}=fp\quad (f\leqq 2)}
となる。{\displaystyle f=2}の場合は両辺を2で除して
{\displaystyle 2\left({\frac {x}{2}}\right)^{2}+y^{2}=p}
となる。合成数については{\displaystyle x^{2}+y^{2}}の場合の証明にならう。

### x2+3y2
{\displaystyle p\equiv 1,7\;(\operatorname {mod} \;12)}の素数は{\displaystyle p=x^{2}+3y^{2}}で表される。合成数が{\displaystyle x^{2}+3y^{2}}で表されるための必要十分条件は、{\displaystyle p\equiv 1,3,7\;(\operatorname {mod} \;12)}以外の素因数が全て平方になっていることである。これはオイラーの6n+1定理などと呼ばれる。この証明は以下によって与えられる。
平方剰余の相互法則と第一補充法則により、
{\displaystyle {\begin{aligned}&\left({\frac {-3}{12n+1}}\right)=\left({\frac {-1}{12n+1}}\right)\left({\frac {3}{12n+1}}\right)=\left({\frac {-1}{12n+1}}\right)\left({\frac {12n+1}{3}}\right)=1,\\&\left({\frac {-3}{12n+5}}\right)=\left({\frac {-1}{12n+5}}\right)\left({\frac {3}{12n+5}}\right)=\left({\frac {-1}{12n+5}}\right)\left({\frac {12n+5}{3}}\right)=-1,\\&\left({\frac {-3}{12n+7}}\right)=\left({\frac {-1}{12n+7}}\right)\left({\frac {3}{12n+7}}\right)=\left({\frac {-1}{12n+7}}\right)\left({\frac {12n+7}{3}}\right)=1,\\&\left({\frac {-3}{12n+11}}\right)=\left({\frac {-1}{12n+11}}\right)\left({\frac {3}{12n+11}}\right)=\left({\frac {-1}{12n+11}}\right)\left({\frac {12n+11}{3}}\right)=-1\\\end{aligned}}}
であるから、{\displaystyle p\equiv 1,7\;(\operatorname {mod} \;12)}であれば{\displaystyle r^{2}\equiv -3\;(\operatorname {mod} \;p)}となる自然数{\displaystyle r}が存在する。{\displaystyle x^{2}+y^{2}}の場合の証明にならえば
{\displaystyle {\begin{aligned}&x^{2}+3y^{2}\equiv 0\;(\operatorname {mod} \;p),\\&0<x^{2}+3y^{2}<4p\\\end{aligned}}}
となり、故に
{\displaystyle x^{2}+3y^{2}=fp\quad (f\leqq 3)}
となるが、法3で考えると{\displaystyle f=2}はありえない。{\displaystyle f=3}の場合は両辺を3で除して
{\displaystyle 3\left({\frac {x}{3}}\right)^{2}+y^{2}=p}
となる。合成数については{\displaystyle x^{2}+y^{2}}の場合の証明に倣う。なお、{\displaystyle 2\,{\big |}\left(x^{2}+3y^{2}\right)}であれば、{\displaystyle x,y}は共に偶数か共に奇数であるが、奇数であれば{\displaystyle 4\,{\big |}\left(x^{2}+3y^{2}\right),8\not {\big |}\left(x^{2}+3y^{2}\right)}である。従って、素因数2の冪指数は偶数である。

## ヤコビの二平方定理
自然数を高々二個の平方数の和で表す方法の数は、ヤコビの二平方定理
{\displaystyle r_{2}(n)=4\sum _{2{\nmid }d{\mid }n}(-1)^{\frac {d-1}{2}}}
によって与えられる。ただし、シグマ記号は2で整除されないNの約数（1とNを含む）について和を取ることを表す。例えば、
{\displaystyle r_{2}(25)=4\left((-1)^{\frac {1-1}{2}}+(-1)^{\frac {5-1}{2}}+(-1)^{\frac {25-1}{2}}\right)=12}
であるが、実際に25を高々二個の平方数の和で表す方法は
{\displaystyle {\begin{aligned}25&=(\pm 5)^{2}+0^{2}\\&=0^{2}+(\pm 5)^{2}\\&=(\pm 4)^{2}+(\pm 3)^{2}\\&=(\pm 3)^{2}+(\pm 4)^{2}\\\end{aligned}}}
であり、符号と順序を区別すれば12個になる。

## 二個の平方数の和で表される自然数の個数
二個の平方数の和で表される自然数の分布について、いくつかの結果が知られている。
エトムント・ランダウとシュリニヴァーサ・ラマヌジャンは独立に、 x 以下の自然数のうち二個の平方数の和で表される自然数の個数はある正の定数 c について漸近的に
{\displaystyle cx/{\sqrt {\log x}}}
となることを証明している。 c はランダウ・ラマヌジャンの定数と呼ばれ、およそ 0.76422365358922066299069873125 であることが知られている（オンライン整数列大辞典の数列 A064533）。